# フューチャー ・ヴィジョン・テクノロジーズ
フューチャー ・ヴィジョン・テクノロジーズ（Future Vision Technologies）とはかつてヘッドマウントディスプレイを開発、販売していた企業。

## 概要
1990年代前半に家庭用ゲーム機やパソコン用のディスプレイとしてヘッドマウントディスプレイを開発、販売していた。
当時は技術水準(特にコンピュータの処理能力、トラッキングセンサーの性能)が現在の視点から見れば仮想現実を実現するためには不十分だったものの、バーチャルボーイのように主にゲーム機をはじめとしてアーケードゲームのVirtuality等、各方面で開発が試みられた時代背景がある。
CyberMaxx発売後、しばらくして富士通マイクロエレクトロニクスの軍門に下った。

## 製品

### VictorMaxx
解像度が低くハードとしてのスペックも不十分だったため、普及しなかった。

### CyberMaxx
ヘッドトラッキング機能が備えられ、Windows 95のゲームの中には対応した機種も少なからず存在した。